# Bernard Bled
Pour les articles homonymes, voir Bled.
Bernard Pierre Georges Bled, né le 29 juillet 1944 dans le 12e arrondissement de Paris, est un haut fonctionnaire français, ancien proche collaborateur de Jacques Chirac et Jean Tiberi à la mairie de Paris et de Charles Pasqua dans les Hauts-de-Seine, et directeur général de l'Établissement public pour l'aménagement de La Défense (EPAD) de 2004 à 2008.

## Biographie
Petit neveu d' Odette et Édouard Bled, fils de fonctionnaire, titulaire du Brevet d'études du premier cycle, il entre en 1962 à la direction du personnel de la préfecture de la Seine comme agent de bureau affecté aux colonies de vacances. Devenu secrétaire administratif au Conseil de Paris en 1969, il monte les échelons de l'organigramme de la mairie de Paris à partir de l'élection de Jacques Chirac, jusqu'à en devenir l'un des plus proches collaborateurs. Adjoint au chef du protocole en 1978, attaché des services extérieurs, puis chef adjoint (1980-1983), chef (1983-1985) et directeur (1991) du cabinet du questeur, il est nommé en parallèle secrétaire général adjoint en 1983, puis secrétaire général du Conseil de Paris entre 1985 et 1995.
Administrateur de la Ville de Paris depuis 1991, il devient au remplacement de Jacques Chirac par Jean Tiberi en 1995, secrétaire général adjoint de la Ville de Paris et directeur du cabinet du maire, puis à partir de 1998, directeur général des services et Commissaire général de la mission Paris 2000. Homme influent et puissant, surnommé pour cela « le Cardinal » en raison de sa barbe proche de celle de Richelieu, son nom apparaît à de nombreuses reprises dans les affaires de la ville de Paris révélées durant cette période, et pour lesquelles il fut mis en examen en 2003 dans l'affaire des chargés de mission. 
Après l'échec de la droite aux municipales parisiennes de 2001, il se met en disponibilité de la mairie de Paris, et Charles Pasqua l'embauche comme directeur général des services du conseil général des Hauts-de-Seine. En 2004, il sera à nouveau mis en examen dans l'affaire Hamon, liée à la possibilité de malversations pour la construction d'une fondation d'art contemporain dans le département sous la présidence de Charles Pasqua. 
En 2004, Nicolas Sarkozy prend la tête du conseil général des Hauts-de-Seine et démet Bernard Bled de ses fonctions, en en faisant l'un de ses conseillers et le nommant directeur général de l'Établissement public pour l'aménagement de La Défense. En septembre 2008, Patrick Devedjian, successeur de Nicolas Sarkozy à la tête du département et de l'EPAD, le remercie pour asseoir son pouvoir et dans le cadre du projet de fusion des directions de l'Epad et l'Epasa (établissement public d'aménagement de Seine-Arche).
En octobre suivant, il se voit confier une mission sur l'impact de la crise sur l'immobilier, plus particulièrement tertiaire et de commerce, par Jean-Louis Borloo, ministre de l'Écologie, de l'énergie, du développement durable et de l'aménagement du territoire. 
Il est membre du bureau de l'UDI Paris.

## Ouvrage
- Carnets de campagne, 2001.

## Décorations
- Chevalier de la Légion d'honneur
- Chevalier de l'ordre national du Mérite
- Chevalier des Arts et des Lettres
- Officier des Palmes académiques
- Médaille d'or de la Jeunesse et des Sports.